# 조 화이트
조 화이트(Joe Whyte, 1961년 4월 18일 ~ )는 미국의 배우, 성우이다.

## 영화
- 몬스터 호텔 3 (2018년) - 팅클스 / 밥 목소리 역
- 퍼피 (2017년)
- 공주와 개구리 (2009년)
- 볼트 (2008년)
- 치킨 리틀 (2005년)
- 카우 삼총사 (2004년)
- 남자가 됐어요 (2002년)
- 쿠스코? 쿠스코! (2000년) - 공무원 목소리 역
- 모리와 함께 한 화요일 (1999년)
- 타잔 (1999년)
- 어썰트 오브 더 파티 너즈 (1989년)